# Mazie O. Tyson
Mazie Oylee Tyson, née dans les années 1900 à Jacksonville et morte le 3 mars 1975 à Saint-Thomas dans les Îles Vierges, est une géographe américaine. Des années 1920 aux années 1970, elle enseigne dans les universités historiquement noires, dont plus de vingt ans à l'université d'État du Tennessee.

## Biographie
Mazie Tyson est originaire de Jacksonville, en Floride. Durant deux ans, elle fréquente la Florida Agricultural and Mechanical University et est diplômée en 1921 de l'université Howard. En 1937, elle obtient une maîtrise en géographie à l'université d'État de l'Ohio, avec un mémoire sur le paysage de phosphates en Floride. Elle débute un doctorat à l'université de Syracuse qu'elle est contrainte d'arrêter en raison de problèmes de santé.

## Carrière
Mazie Tyson enseigne au Bennett College, à l'université Bethune-Cookman, à la Florida Agricultural and Mechanical University et à la Southern University, avant de rejoindre en 1946 le département de géographie de l'université d'État du Tennessee. Elle y enseigne jusqu'en 1969,. En raison de sa longue carrière d'enseignante, elle est considérée comme une  « légende » par ses collègues.
Pendant la Seconde Guerre mondiale, Mazie Tyson dirige un groupe d'expertises dans le comté de Leon, en Floride, afin de surveiller le respect par les entreprises noires de la réglementation des prix en temps de guerre. Elle écrit sur le travail de guerre par des articles comme « Les défis de guerre et d'après-guerre pour les géographes » (1944), et « Ce que la mobilisation pour la paix peut apprendre de la mobilisation pour la guerre » (1945).
Mazie Tyson est active dans la branche de Nashville de l'Association américaine des femmes diplômées des universités, et dans la sororité Zeta Phi Beta. En 1954 et 1955, elle quitte l'université pour travailler dans les Îles Vierges américaines en tant qu'enseignante et consultante. En 1970, elle prend sa retraite de l'enseignement.
En 1975, elle décède d'un cancer et d'une insuffisance cardiaque dans un hôpital de Saint-Thomas, dans les îles Vierges.

## Vie privée
En 1928, Mazie Tyson épouse son collègue Aurelius Southall Scott. Le couple dirige ensemble un camp d'été dans l'Ohio et tous deux ont été membres du corps professoral de l'université Bethune-Cookman avant de se séparer dans les années 1930.